# 加里森 (紐約州)
加里森（英語：Garrison）是位於美國紐約州帕特南縣的非建制地區。

## 歷史
加里森的郵局自1829年營運至今。

## 地理
加里森所處的海拔為高於海平面16米（即52英呎），而該地所採用的時區為UTC-5，即北美东部时区（EST）。同時該地設有夏令時間，為UTC-5調快一小時，即UTC-4（EDT）。